# أريا (مجلة)
أريا هي مجلة يابانية شهرية تشمل جوسي/شوجو تنشرها كودانشا. في أبريل 2010 تم إعلان عن أعمال جديدة للمجلة العدد الأول نشرتهُ في 28 يوليو 2010.
صدرت المجلة أوراق بحجم B5. فالمجلة تستهدف الجمهور البالغ خصوصا من الفتيات اللواتي تتراوح أعمارهن بين 16 و22 سنة.
في عام 2013 كودانشا زادت في إحصاءات الطبعة، تقريبا 500 ٪ إلى ما يعادل  80,000 نسخة بسبب عدة طلبات؛ منها مقدمة فصل هجوم العمالقة الجانبية هجوم العمالقة: لا أسف.

## سلسلة عناوين
- أماتو البطريق - كينجي سونيشي
- العاني -إموو - هاروكو كوروماتاني (انتهت)
- شيطان من أرض أجنبية – كاوري يوكي (انتهت)
- GDGD-الكلاب - إما تياما (انتهت)
- هايكيوشوجو - ناو تسوكيجي[4] (انتهت)
- هانيرابي! - كوواهارا سوتا (انتهت)
- هتسوكوا الوحش - أكيرا هيوشيمارو
- إنه فقط مصاص دماء - آية شوتو (انتهت)
- ك: الذاكرة الحمراء - غوره ويوي كوروي (انتهت)
- ك: أيام الأزرق - غوره ويوي كوروي (انتهت)
- ك: العد التنازلي - يوي كوروي (انتهت)
- كاكيي لا أليس - كاوري يوكي
- كوري وا كوي لا هانشي - تشيكا (انتهت)
- كوريناي لا أوكامي إلى أشيكاسي لا هيتسوجي - سييشي كيشيموتو (انتهى)[5]
- كوروغاني فتاة - كوكورو ناتسومي (انتهت)
- ماكا المجتمع - ميكي ماكي (انتهت)
- ماغنوليا - القرد العاري (انتهت)
- موكورو الثريا - ميكي رينو (انتهت)
- الخطايا السبع المميتة- تشييمي ساكاموتو
- رقم 6 - بأداء دورنا كينو (انتهت)
- أوجيساما كورين - أكيرا هيوشيمارو (انتهت)
- بيكا إتشي - آكي كوتشيدا وماكي يوكو (انتهت)
- رابوموكي لا باكا - ساكوراي شوشوشو
- سيزا دانشي - يوكي كيريغاي
- هجوم العمالقة: لا أسف غن سنارك (قصة) وهيكارو سوروغا (الفن) (انتهت)
- «وتانوكي-سان ني وا بوكو غا تاريناي» - إما تياما
- حديقة الحيوان ~كيمونو المملكة~ - موتشي (انتهت)
- تم عرضه على مجلس أوكامي-كون - يا يوكو نوغيري (انتهت)

## وصلات خارجية
- Official website (باليابانية)